# 1947-es indianapolisi 500
A 31. alkalommal megrendezett Indianapolisi 500 mérföldes versenyt 1947. május 30-án rendezték meg.
| Helyezés | Rajthely | Rajtszám | Versenyző         | Qual    | Rank | Körök száma | Élen | Kiesés oka       |
| -------- | -------- | -------- | ----------------- | ------- | ---- | ----------- | ---- | ---------------- |
| 1        | 3        | 27       | Mauri Rose        | 120.040 | 20   | 200         | 34   |                  |
| 2        | 8        | 16       | Bill Holland      | 128.755 | 1    | 200         | 143  |                  |
| 3        | 1        | 1        | Ted Horn          | 126.564 | 3    | 200         | 0    |                  |
| 4        | 4        | 54       | Herb Ardinger     | 120.733 | 19   | 200         | 0    |                  |
| 5        | 10       | 7        | Jimmy Jackson     | 122.266 | 11   | 200         | 0    |                  |
| 6        | 20       | 9        | Rex Mays          | 124.412 | 7    | 200         | 0    |                  |
| 7        | 14       | 33       | Walt Brown        | 118.355 | 25   | 200         | 0    |                  |
| 8        | 28       | 34       | Cy Marshall       | 115.644 | 30   | 197         | 0    |                  |
| 9        | 23       | 41       | Fred Agabashian   | 121.478 | 13   | 191         | 0    |                  |
| 10       | 27       | 10       | Duke Dinsmore     | 119.840 | 22   | 167         | 0    |                  |
| 11       | 7        | 58       | Les Anderson      | 118.425 | 24   | 131         | 0    |                  |
| 12       | 17       | 59       | Pete Romcevich    | 117.218 | 28   | 168         | 0    | Oil line         |
| 13       | 30       | 3        | Emil Andres       | 116.781 | 29   | 150         | 0    | Magneto          |
| 14       | 15       | 31       | Frank Wearne      | 117.716 | 26   | 128         | 0    | Spun T3          |
| 15       | 9        | 47       | Ken Fowler        | 123.423 | 9    | 121         | 0    | Tengely          |
| 16       | 18       | 46       | Duke Nalon        | 128.082 | 2    | 119         | 0    | Dugattyú         |
| 17       | 12       | 28       | Roland Free       | 119.526 | 23   | 87          | 0    | Spun             |
| 18       | 25       | 29       | Tony Bettenhausen | 120.980 | 17   | 79          | 0    | Timing gear      |
| 19       | 6        | 25       | Russ Snowberger   | 121.331 | 15   | 74          | 0    | Olajpumpa        |
| 20       | 16       | 52       | Hal Robson        | 122.096 | 12   | 67          | 0    | Universal joint  |
| 21       | 2        | 18       | Cliff Bergere     | 124.957 | 4    | 62          | 23   | Dugattyú         |
| 22       | 22       | 8        | Joie Chitwood     | 123.157 | 10   | 51          | 0    | Váltó            |
| 23       | 5        | 24       | Shorty Cantlon    | 121.462 | 14   | 40          | 0    | Baleset T1       |
| 24       | 26       | 43       | Henry Banks       | 120.923 | 18   | 36          | 0    | Oil line         |
| 25       | 19       | 66       | Al Miller         | 124.848 | 6    | 33          | 0    | Magneto          |
| 26       | 13       | 14       | George Connor     | 124.874 | 5    | 32          | 0    | Benzin szivárgás |
| 27       | 29       | 38       | Mel Hansen        | 117.298 | 27   | 32          | 0    | Pushed           |
| 28       | 21       | 15       | Paul Russo        | 123.967 | 8    | 24          | 0    | Baleset FS       |
| 29       | 24       | 44       | Charles Van Acker | 121.049 | 16   | 24          | 0    | Baleset FS       |
| 30       | 11       | 53       | Milt Fankhouser   | 119.932 | 21   | 2           | 0    | Stalled          |